# Ляховский, Александр Соломонович
Александр Соломонович Ляховский (род. 26 февраля 1949, Свирь, Молодечненская область) — советский белорусский шашист (очные и заочные шашки), шашечный композитор, шашечно-шахматный журналист, организатор соревнований по шашкам и шашечной композиции, судья, тренер по шахматам и шашкам, спортивный функционер.

## Биография
Родился 26 февраля 1949 гола в Свири, детство прошло в городе Воложин Минской области. Проживает в Жодино.

### Образование
- Воложинская средняя школа № 2. А. С. Ляховский так вспоминает своих учителей:

первый учитель Новицкий Антон Антонович. Любимые учителя: классный руководитель с пятого класса Журкевич Лидия Семеновна и Инфарович Тамара Ивановна, преподаватель математики.— http://ashshi.narod.ru/biolyahovskiy.doc
- 1978 — Минский архитектурно-строительный техникум[1]
- Белорусский политехнический институт, инженер-строитель.

### Советская Армия
В 1970—1972 годах проходил службу в г. Иванове и Ярославле. По словам А. С. Ляховского, «Занимался штабной работой в секретной службе».

### Трудовая деятельность
Мастер, прораб, начальник стройучастка, главный инженер, начальник стройуправления, директор строительных предприятий. Участвовал в строительстве Смолевичской бройлерной птицефабрики, Краснознаменского комбикормового завода с элеватором, Комбината «Западный» в Смолевичском районе, производственной базы Жодинского стройтреста 29, горно-обогатительном комбинате в Эрденете (Монголия). Пробыл два года в загранкомандировке 1990-92 гг. на должности главного инженера строительного управления с повышением до заместителя начальника управления строительства «Медьмолибенстрой» г. Эрденет, в состав которого входили все строительные управления.
С декабря 1998 года, после перенесённого инфаркта и операции шунтирования, — на пенсии.

### Семья
Женат с 1968 года. Двое взрослых сыновей. Старший на госслужбе в Смолевичском райисполкоме, председатель районного Совета.

## Спортивные достижения
Мастер спорта СССР по шашкам (1984) и Белоруссии по шашечной композиции. Судья национальной категории по шашкам. Ответственный представитель Белорусской федерации шашек по Минской области (ранее — должность называлась председатель федерации шашек Минской области, которая была ликвидирована в связи с объединением с республиканской федерацией). Чемпион Минска среди юношей 1966 года. Дважды чемпион Белоруссии по шашечной композиции. Первый чемпион мира по интернет-игре 2010 года. Чемпион Белоруссии по композиции в разделах концовки — 64 и проблемы — 100, пятикратный чемпион страны по заочной игре в шашки. Третий призёр чемпионата мира по электронной переписке 2009 года. Многократный призёр чемпионатов Белоруссии по композиции и игре по переписке разных лет. Десятикратный чемпион Минской области по очной игре. Дважды чемпион Белоруссии среди инвалидов.

## Журналистика
Ведущий шахматно-шашечных отделов в газетах Беларуси: еженедельников «7 дней», «Обозреватель», «Переходный возраст» (все — Минск), газет «Белорусская нива» Минск, «Мінская праўда» (все — Минск), «Жодзінскія навіны» (Жодино), шашечных отделы в газетах «Рэспубліка», «Борисовские новости», «Борисовский курьер». Выпустил четырнадцать сборников чемпионатов РБ по переписке, два Минской области и один Витебской области, совместно с Н. В. Куриловичем написали книгу «Азбука шашек» (2005).

## Тренерская работа
Обучал игре в шахматы и шашки школьников в СШ № 8 г. Жодино. Подготовил призёров чемпионата РБ и чемпионов Минской области среди юношей.